# Molines-en-Queyras
Molines-en-Queyras é uma comuna francesa na região administrativa da Provença-Alpes-Costa Azul, no departamento de Altos-Alpes. Estende-se por uma área de 53,62 km². Em 2010 a comuna tinha 304 habitantes (densidade: 5,7 hab./km²).